# La Storia
La Storia est un roman italien écrit par Elsa Morante qui fait une description de la société italienne des années 1940.

## Historique
Publié en 1974, le roman raconte l'histoire d'une femme, Ida Ramundo, dont une partie de l'ascendance est juive, et de ses deux fils Antonio et Giuseppe, à Rome pendant et immédiatement après la Deuxième Guerre mondiale,,
.
L'ouvrage est le premier grand succès d’Elsa Morante. Il est publié directement en livre de poche avec des tirages atteignant le million d'exemplaires.

## Résumé
Dans l'introduction à l'édition américaine, Elsa Morante écrit : « De loin ou de proche, chaque société humaine se révèle être un champ meurtri, dans lequel un petit groupe exerce la violence et une foule la subit. Mais le fait que ce mal est là depuis toujours ne lui donne pas le droit d’exister. […] Par ce livre, moi, qui suis née en un point d’horreur définitive (c’est-à-dire notre vingtième siècle) j’ai voulu laisser un témoignage documenté de mon expérience directe, la Deuxième Guerre mondiale, en l’exposant comme un échantillon extrême et sanglant de tout le corps historique millénaire. Voici donc l’Histoire, telle qu’elle est faite et que nous-mêmes avons contribué à la faire. »
Elsa Morante cherche par son récit à faire vivre aux lecteurs la quotidienneté de la guerre, ses difficultés, ses horreurs. Mais dans la mesure où Ida Ramundo, un des personnages principaux du roman, est une demi-juive, comme Elsa Morante, et que l'action du roman se situe en grande partie dans l'Italie de la seconde guerre mondiale, le sujet de la Shoah est abordé à plusieurs reprises.
Le premier thème évoqué est celui des sentiments ambivalents qu'Ida Ramundo entretient avec ses origines juives. Sa mère Nora est une juive de l'Italie du Nord qui a honte de ses origines. En 1938, l'annonce d'un recensement des Juifs la plonge dans une folie qui la mène à la mort. Ida vit dans la terreur que les origines juives de sa mère n'entraînent des persécutions à son encontre même si la loi de 1938 ne reconnaît pas comme juifs les Italiens dont seul un des deux parents est juif et qui sont baptisés, ce qui est son cas. En janvier 1941 un soldat allemand aviné monte chez elle, dans son appartement du quartier San Lorenzo à Rome, et la viole : elle en accouchera d'un enfant : Useppe. Avec horreur, Ida apprend que le 16 octobre 1943 (en fait dans la nuit du 15 au 16 octobre) les nazis ont raflé tous les Juifs de Rome, dans le ghetto d'abord puis dans toutes les maisons de la ville : « Ils avaient tous été arrêtés : pas seulement les jeunes et ceux en bonne santé, mais aussi les vieux, les malades même gravement, les femmes même enceintes et même les enfants au maillot. On disait qu'ils les emmenaient tous pour les brûler vivants dans les fours; mais cela d'après Tore, était peut-être exagéré » (p. 224). Ida n'ose pas demander si les métis sont aussi coupables.
Le 30 novembre 1943, de nouvelles lois raciales sont promulguées par les fascistes italiens : outre l'arrestation de tous les Juifs et la confiscation de tous leurs biens pour indemniser les victimes des bombardements, les demi-juifs sont soumis à une surveillance spéciale des organismes de police (p. 269). La terreur d'Ida est décuplée. Elle a peur d'être dénoncée, de ne plus être payée.
D'un autre côté, Ida est irrésistiblement attirée par le quartier de l'ancien ghetto où vit la fraction la plus pauvre de la communauté juive romaine. Enceinte du soldat qui l'a violée, elle se tourne vers une sage-femme du ghetto chez qui elle accouche d'un garçon, Giuseppe, surnommé Useppe qui se révèle vite un enfant précoce. Même après la grande rafle d'octobre 1943, elle continue à se rendre dans le ghetto qui reste pour elle un refuge rêvé. Comme aimantée par sa judéité, elle suit une juive du ghetto qui a échappé à la rafle et à qui elle souffle : « Moi aussi je suis juive ». Après la guerre, elle ne retournera plus jamais dans le quartier du ghetto.
Au printemps 1945, les journaux montrent les premières photos de libération des camps de concentration. Ida jette le journal, qu'elle qualifie de « vilain » pour ne pas faire peur à son fils.

## Adaptations cinématographiques
Un long métrage La storia tiré de ce roman, réalisé par Luigi Comencini, a été produit pour la télévision en 1986, avec Claudia Cardinale, et a également été distribué en salle de cinéma en France,.
Une série télévisée est réalisée par Francesca Archibugi et diffusée pour la première fois sur la Rai 1 en janvier 2024.

## Éditions
- Édition originale : Elsa Morante, La Storia, Einaudi, 1974
- Version française : Elsa Morante, La Storia. Roman, Gallimard, 1977, trad. de l'italien par Michel Arnaud